# Primula parryi
Primula parryi, або примула Паррі, це трав'яниста багаторічна рослина, що походить із вологих районів від субальпійської зони до альпійської тундри в Скелястих горах від Монтани до Аризони та Нью-Мексико.

## Назва
Американський ботанік XIX століття, флорист Ейса Грей назвав примулу Паррі на честь Чарльза Крістофера Паррі, який відкрив її в 1861 році.

## Будова
Квітки пурпурові з жовтими очками. Рослина має запах скунса.

## Вирощування та догляд[2]
Важливою частиною догляду за примулами є режим поливу. Оптимальним варіантом буде забезпечення таких умов, за яких квіти отримуватимуть достатньо вологи, але без застою води. Особливо примули потребують великої кількості вологи навесні.
Ґрунти для вирощування примул потрібні пухкі, поживні, здатні добре зберігати вологу. На важких глинистих ґрунтах примули не ростуть. В крайньому разі, можна покращити їх шляхом додавання піску, вермікуліту, різаного сфагнового моху, а також внесення органічних добрив або замінити 20 см верхнього ґрунтового шару, приготовленою поживною сумішшю.
Щоб рослини пишно цвіли, в ґрунтову суміш можна додати фосфорні, калійні та азотні добрива. Також рослину слід підгодовувати фосфорно-калійними добривами протягом вегетаційного періоду, не менше трьох разів. Спочатку — ранньою весною, потім через 2-3 тижні, і, нарешті, у серпні.

## Хвороби та шкідники[2]
Найчастіше примулу можуть вражати такі захворювання, як гниль стебел і кореневої шийки, іржа, біла іржа, бактеріальна плямистість листя, антракноз, борошниста роса, жовтяниця, віруси огіркової мозаїки і плямистого в'янення томату, а також шкідники, попелиці, довгоносики, павутинні кліщі, слимаки, жуки, блішки тощо.
Найнебезпечніші для примул — плямистості, що викликаються грибом Рамулярія церкоспорелла. Вони можуть проявитися в кінці весни — початку літа округлими або незграбними плямами, які спочатку мають бліде забарвлення, і потім стають сірими або бурими з жовтуватою облямівкою.
Починаючи з середини літа, ці плями покриваються сірим або білим нальотом, уражене листя всихає, рослина перестає цвісти.